# Métropole de Sidérocastro

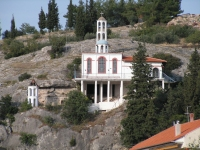
L'église de Saint-Démètre et de la Sainte-Ceinture de la Mère de Dieu à Sidirókastro

La Métropole de Sidérocastro (en grec byzantin : Ιερά Μητρόπολις Σιδηροκάστρου) est un évêché du Patriarcat œcuménique de Constantinople, provisoirement autorisé à participer à la vie synodale de l'Église orthodoxe de Grèce. Il est situé en Macédoine et en Grèce et il étend son ressort au sud du mont Kerkini, au nord du mont Vroundous et autour du lac Kerkini. Son siège est dans la ville de Sidirókastro entre Serrès et la frontière bulgare.

## La cathédrale
- C'est l'église Saint-Georges de Sidirókastro.

## Les métropolites
- Macaire (né Sotirios Filotheou à Nicosie en 1952) depuis 2001.
- Jean (né Papalis à Ambélona de Larissa en 1914)

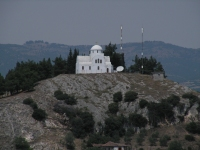
L'église de la Transfiguration sur le mont Sotiras.

## Le territoire

### 1er doyenné (Sidirókastro)
- Sidirókastro (2 paroisses)
- Karidochori (1 paroisse)
- Néa Pétritsi (1 paroisse)
- Vironia (1 paroisse)

### 2ème doyenné (Iraklia)
- Kimisi (1 paroisse)
- Iraklia (1 paroisse)
- Limnochori (1 paroisse)
- Lithotopos (paroisse)
- Chimarros (1 paroisse)
- Triada (1 paroisse)

### 3ème doyenné (Poroïa)
Dans le district régional de Serrès à l'ouest du lac Kerkini.

## Les monastères

### Monastères de femmes

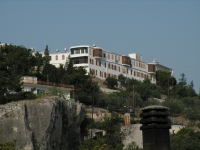
Le monastère Saint-Cyr et Sainte-Julitte.

- Monastère Saint-Cyr et Sainte-Julitte (43 moniales).
- Monastère des saints Étienne et Chrysostome (2 moniales).
- Skite du saint Précurseur (45 moniales)
- Monastère de la Source Vivifiante.
- Monastère Saint-Georges à Monastiraki.
- Monastère de la Nativité de la Mère de Dieu.

## Les solennités locales
- Fête de la Sainte Ceinture de la Mère de Dieu le 31 août.
- Fête de saint Nectaire d'Égine le 9 novembre.
- Fête de la libération de Sidérocastro le 27 juin.

## Les sources
- (el) Site de la métropole : http://www.imsidirokastrou.com
- Diptyques de l'Église de Grèce, éditions Diaconie apostolique, Athènes (édition annuelle).